# Euploea albomarginata
Euploea albomarginata är en fjärilsart som beskrevs av Carpenter 1953. Euploea albomarginata ingår i släktet Euploea och familjen praktfjärilar. Inga underarter finns listade i Catalogue of Life.